# Quảng trường diễu hành, Warszawa

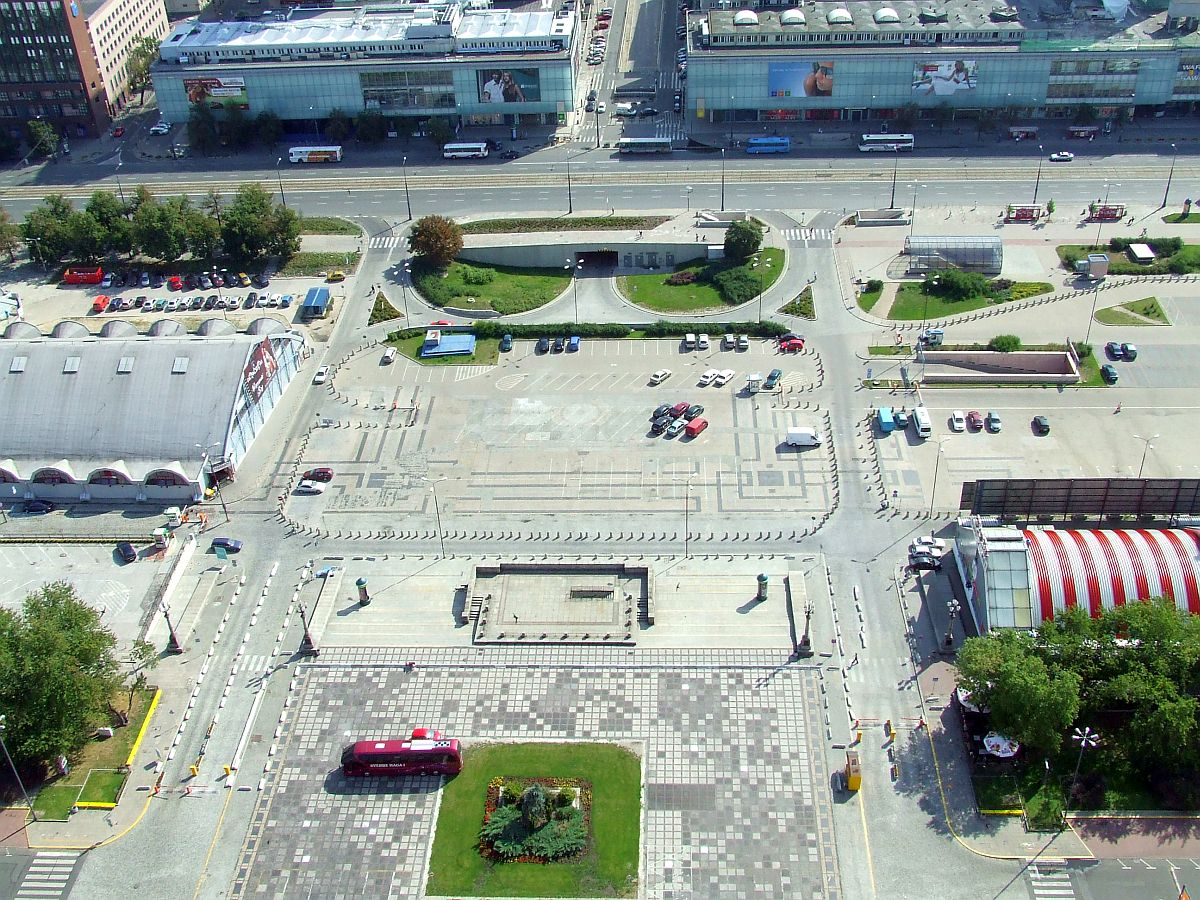
Quảng trường diễu hành cho thấy một khu chợ cũ (trái) và siêu thị (phải)

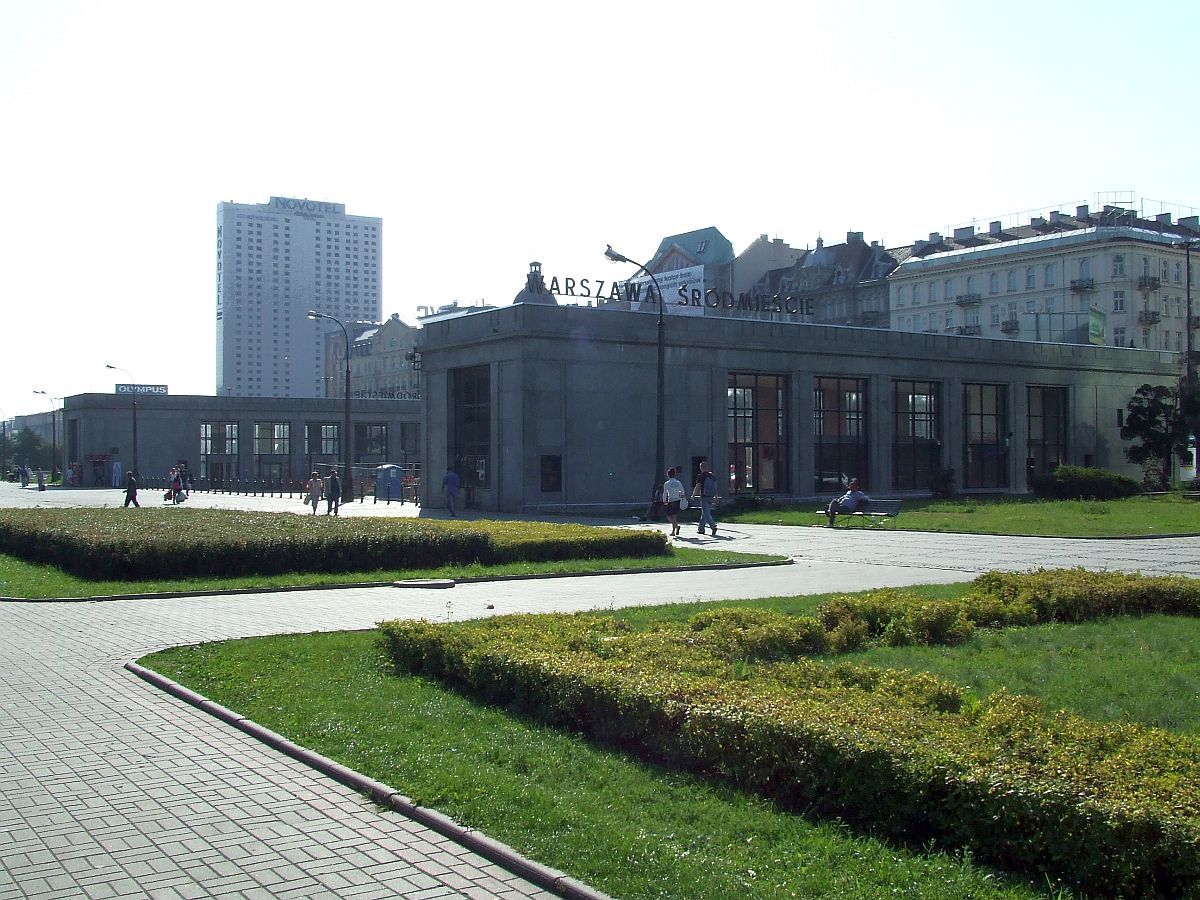
Phía nam cho thấy ga đường sắt Warszawa ródmieście

Quảng trường diễu hành (tiếng Ba Lan: Plac Defilad w Warszawie) là một quảng trường ở trung tâm thành phố Warsaw. Nằm giữa ulica Świętokrzyska (phố Holy Cross) ở phía bắc, Aleje Jerozolimskie (Jerusalem Avenues) ở phía nam, ulica Marszałkowska (phố Marshal) ở phía đông và Cung Văn hóa và Khoa học ở phía tây, nó là một trong những trung tâm của quảng trường Warsaw. Đây là một trong những quảng trường thành phố lớn nhất thế giới và lớn thứ hai trong Liên minh châu Âu, sau Alexanderplatz ở Berlin, Đức.
Đây là một trong những quảng trường trẻ nhất ở Warsaw, được xây dựng vào những năm 1950 cùng với Cung điện Văn hóa và Khoa học. Nó được sử dụng rộng rãi bởi chính phủ Cộng hòa Nhân dân Ba Lan cho các cuộc diễu hành tuyên truyền khác nhau. Cuộc diễu hành lớn nhất đã được tổ chức ở nơi đây là vào năm 1966 để đánh dấu năm thiên niên kỷ của quốc gia Ba Lan.
Quảng trường diễu hành giữ một vị trí quan trọng trong các sự kiện năm 1956. Sau khi Władysław Gomułka phục hồi quyền lực, vào ngày 24 tháng 10, một cuộc mít tinh đã được tổ chức tại quảng trường với sự tham dự của khoảng 400.000 người. Trong bài phát biểu của mình tại cuộc biểu tình, Gomułka đã lên án chủ nghĩa Stalin và tuyên bố cải cách nhằm dân chủ hóa hệ thống chính trị. Một biểu tượng của những thay đổi là từ chối chấp nhận Konstantin Rokossovsky, trong khi micro được trao cho nhà hoạt động Lechosław Goździk. Đám đông ở quảng trường bày tỏ sự ủng hộ cho những cải cách của tháng Mười Ba Lan, nhưng họ cũng yêu cầu được thả ra khỏi nhà tù của Hồng y Stefan Wyszyński, lãnh đạo của nhà thờ Công giáo ở Ba Lan. Tiếng ca cất lên bài hát Trăm năm của Gomułka (Sto lat) đã trở thành huyền thoại.
Vào ngày 14 tháng 6 năm 1987, trong hành trình tông đồ lần thứ ba đến Ba Lan, Giáo hoàng John Paul II đã cử hành Thánh lễ tại quảng trường, kết thúc Đại hội Thánh Thể Quốc gia lần thứ hai. Bàn thờ được đặt ở lối vào chính của Cung văn hóa và khoa học. Trong Thánh lễ, Đức Thánh Cha đã phong chân phước cho Đức cha Michał Kozal, người đã chết ở trại tập trung Dachau trong Thế chiến thứ hai.
Quảng trường mất đi tầm quan trọng sau sự sụp đổ của chủ nghĩa cộng sản, trở thành địa điểm của một ngôi chợ rộng lớn trong một thời gian.
Bị chỉ trích vì sự xấu xí và hỗn loạn, không có kế hoạch ở trung tâm của một thành phố thủ đô hiện đại, một số kế hoạch đã được thực hiện để hiện đại hóa quảng trường và/hoặc thay thế nó bằng một cái gì đó khác, bao gồm cả kế hoạch xây dựng Bảo tàng Nghệ thuật Hiện đại  (khai trương 2019) và sự thay đổi tổng thể của một quảng trường mới với một phòng hòa nhạc mới, các tòa nhà chọc trời khác nhau và các cơ sở khác. 

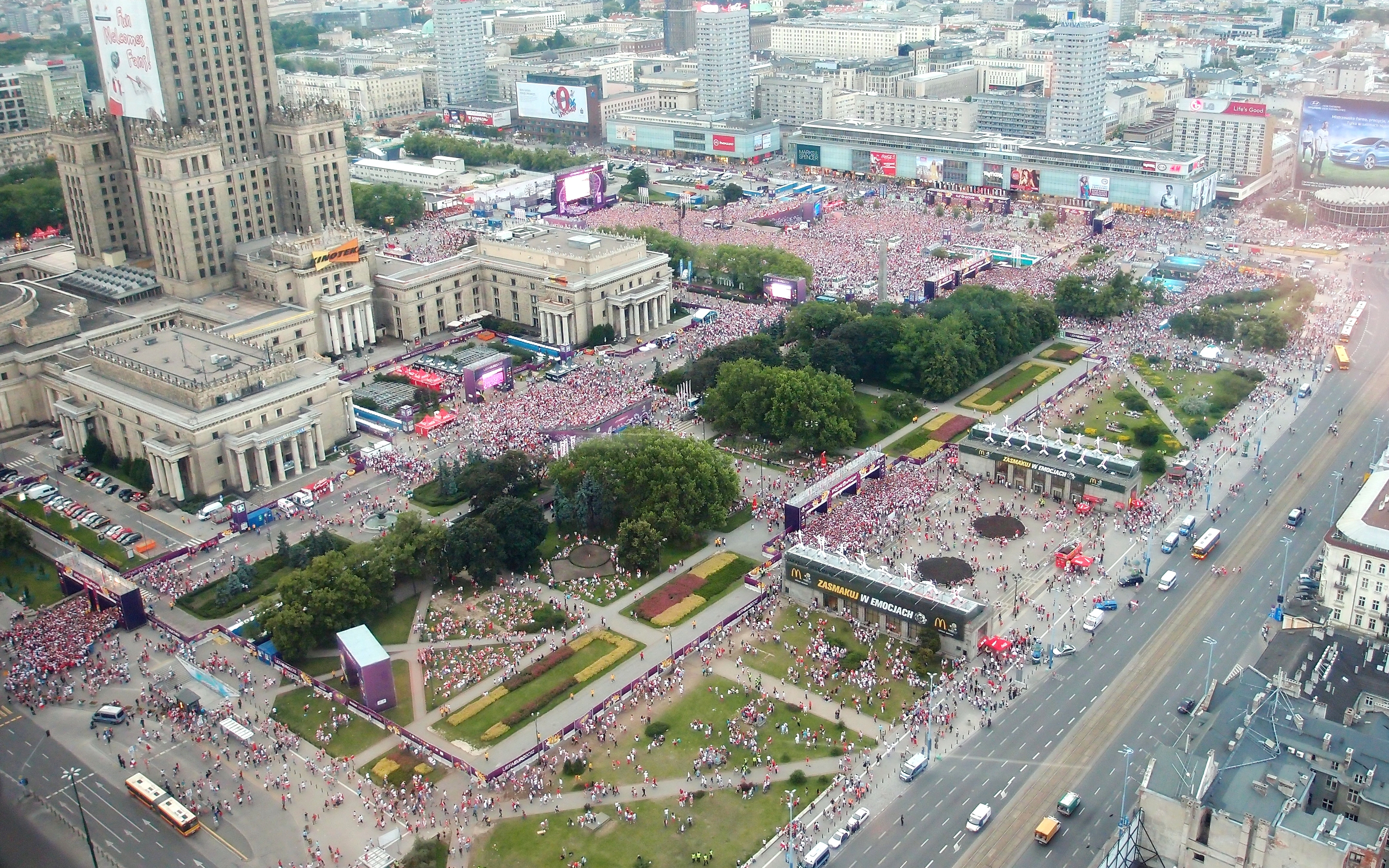
Quảng trường diễu hành tại Euro 2012

Trại UEFA Euro 2012, nơi Warsaw là thành phố chủ nhà, một Khu vực dành cho người hâm mộ lớn đã được dựng lên ở đây.
Vào năm 2017, nó chủ yếu được sử dụng để làm bãi đỗ xe và chợ đã bị loại bỏ, vai trò của nơi đây chủ yếu là để cho một ngôi chợ ngoại ô mới tại Marywilska 44. Thành phố có kế hoạch cho phép xây dựng trên vị trí của quảng trường. Các chỗ đậu xe sẽ được chuyển đến một cơ sở mới, dưới lòng đất.